# Municipio de Oni
El municipio de Oni (en georgiano: ონის მუნიციპალიტეტი; en osetio: Оны район) es un municipio de Georgia perteneciente a la región de Racha-Lechjumi y Baja Esvanetia. El área total del municipio es 1712 kilómetros cuadrados (661 mi²) y su centro administrativo es la ciudad de Oni. La población era 6.130, según el censo de 2014.

## Geografía
Oni limita con los municipios de Lenteji y Ambrolauri en el oeste, Java en el este y Sachjere en el sur. Al norte limita con Rusia y su parte más oriental parcialmente controlado por la de facto Osetia del Sur, que también controla Java.  De hecho, la parte sureste del municipio alrededor de la pequeña ciudad de Kvaisa (alrededor de 387 km², que corresponde al 23% del área total) no está bajo control georgiano. 
El municipio se encuentra en el valle de los tramos superiores del Rioni desde su nacimiento y sus afluentes allí, especialmente los afluentes izquierdos del Chanchaji y Djodjora; la parte superior del valle de Djodjora forma la parte del municipio ubicada en Osetia del Sur. A lo largo de la frontera con Rusia corre la cordillera principal del Gran Cáucaso con el Chanchaji de 4462 m de altura en el extremo noreste como el pico más alto en esta área, con otros cuatro mil a lo largo de toda la frontera norte. En el noroeste, las montañas Letschjumi se ramifican como una demarcación de la región histórica del Baja Esvanetia. El límite del municipio al sur está formado por las montañas de Racha, cuyo pico más alto es Lebeurismta en el territorio controlado por Osetia del Sur. El pico más alto en el extremo sureste de la parte del municipio controlada por Georgia es Dagverila (2723 m); Más al oeste, la cresta desciende hasta un pico de hasta 2200 m en el suroeste del municipio. 

## Historia
El área del municipio corresponde a la parte oriental de la provincia histórica de Racha, que estuvo subordinada a los príncipes locales durante el reino de Georgia unificado del siglo XI al siglo XV, que en ocasiones también gobernó sobre la vecina Esvanetia al oeste. Después del colapso del reino unido, Racha se convirtió en un principado feudal del reino de Imericia. En 1810, el área con Imericia se convirtió en parte del Imperio ruso.
Hasta 1917, el municipio actual de Oni era parte del uyezd de Racha en la gobernación de Kutaisi, de 1917 a 1928 era parte del uyezd de Racha, desde 1929 era parte del uyezd de Racha-Lechjumi y desde 1930 se convirtió en un raión independiente parte de la RSS de Georgia. En 1963-1964, formó parte del municipio de Ambrolauri. Y se convirtió en 1965, en un raión independiente. En 1991, se unificó con una parte del municipio de Java de 36 kilómetros cuadrados (los consejos rurales de Kirov y Chasavli).

## Política
La asamblea municipal de Oni (en georgiano: ონის საკრებულო, romanizado: Oni Sakrebulo) es un órgano representativo en el municipio de Oni, que consta de 33 miembros que se eligen cada cuatro años. La última elección se llevó a cabo en octubre de 2021. Sergo Jidesheli del Sueño Georgiano (GD) fue reelegido alcalde.
| Partido político | Partido político                        | 2017 | 2021 |
| ---------------- | --------------------------------------- | ---- | ---- |
|                  | Sueño georgiano                         | 27   | 22   |
|                  | Movimiento Nacional Unido               | 2    | 4    |
|                  | Para Georgia                            |      | 4    |
|                  | Lelo para Georgia                       |      | 2    |
|                  | Alianza de los Patriotas de Georgia     | 2    | 1    |
|                  | Georgia Europea                         | 1    |      |
|                  | Movimiento por el Desarrollo de Georgia | 1    |      |
| Total            | Total                                   | 33   | 33   |

## División administrativa
El municipio consta de 19 comunidades administrativas (temi), y hay una ciudad, Oni.

## Demografía
El municipio de Oni ha tenido una disminución de población desde 1939, teniendo hoy poco más del 20% de los habitantes de entonces. 
| Población del municipio de Oni                                         | Población del municipio de Oni | Población del municipio de Oni | Población del municipio de Oni | Población del municipio de Oni | Población del municipio de Oni | Población del municipio de Oni | Población del municipio de Oni | Población del municipio de Oni | Población del municipio de Oni | Población del municipio de Oni | Población del municipio de Oni |
|                                                                        | 1897                           | 1922                           | 1926                           | 1939                           | 1959                           | 1970                           | 1979                           | 1989                           | 2002                           | 2014                           | 2021                           |
| ---------------------------------------------------------------------- | ------------------------------ | ------------------------------ | ------------------------------ | ------------------------------ | ------------------------------ | ------------------------------ | ------------------------------ | ------------------------------ | ------------------------------ | ------------------------------ | ------------------------------ |
| Municipio de Oni                                                       | -                              | -                              | -                              | 28 654                         | 21 784                         | -                              | -                              | 12 318                         | 9277                           | 6130                           | 5 600                          |
| Ciudad de Oni                                                          | -                              | -                              | -                              | 3684                           | 4385                           | -                              | -                              | 5482                           | 3342                           | 2656                           |                                |
| Datos: Estadística de población de Georgia desde 1897 hasta hoy. Nota: |                                |                                |                                |                                |                                |                                |                                |                                |                                |                                |                                |

La población está compuesta por un 99% de georgianos. Hay unas pocas decenas de osetios (0,3%), judíos (0,2%) y rusos (0,1%).
|              | 1939      | 1939       | 1959      | 1959       | 2002      | 2002       | 2014      | 2014       |
| Grupo étnico | Población | Porcentaje | Población | Porcentaje | Población | Porcentaje | Población | Porcentaje |
| ------------ | --------- | ---------- | --------- | ---------- | --------- | ---------- | --------- | ---------- |
| Georgianos   | 26 063    | 92,71%     | 19 399    | 89,1%      | 9093      | 98,02%     | 6073      | 99,07%     |
| Osetios      | 655       | 2,3%       | 426       | 2%         | 108       | 1,16%      | 22        | 0,36%      |
| Judíos       | 1223      | 4,3%       | 4         | 0,1%       | -         | -          | 12        | 0,20%      |
| Rusos        | 409       | 1,4%       | 130       | 0,6%       | 19        | 0,20%      | 6         | 0,10%      |
| Ucranianos   | 409       | 1,4%       | 25        | 0,1%       | -         | -          | 1         | 0,01%      |
| Armenios     | 264       | 0,9%       | 157       | 0,7%       | 13        | 0,14%      | 6         | 0,10%      |
| Griegos      | 9         | 0,1%       | 7         | 0,1%       | -         | -          | 1         | 0,01%      |
| Azeríes      | -         | -          | 1         | 0,1%       | -         | -          | 1         | 0,01%      |
| Abjasios     | -         | -          | -         | -          | 7         | 0,08%      | -         | -          |
| Kurdos       | 1         | 0,1%       | -         | -          | -         | -          | -         | -          |
| Otros        | -         | -          | -         | -          | -         | -          | 8         | 0,13%      |
| Total        | 28 654    | 100%       | 21 784    | 100%       | 9277      | 100%       | 6130      | 100%       |

## Galería

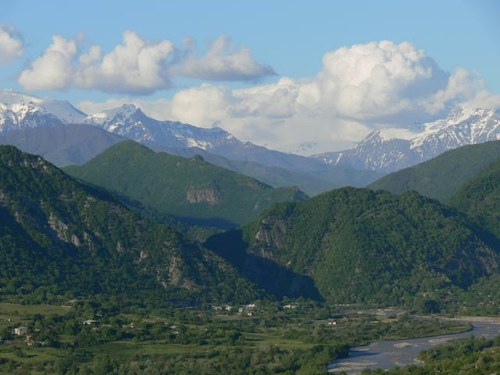
Pueblo de Gebi
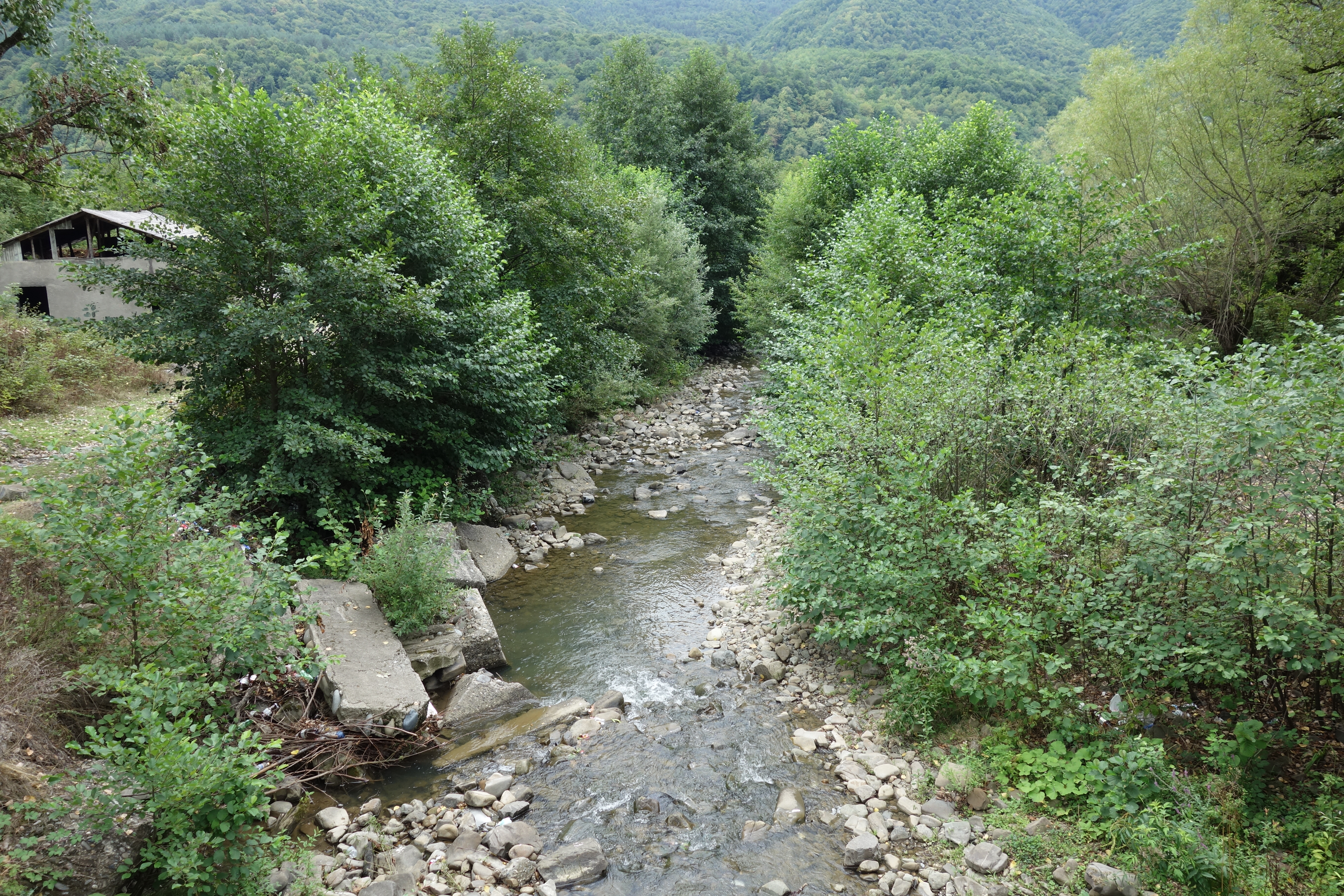
Río Sontarula
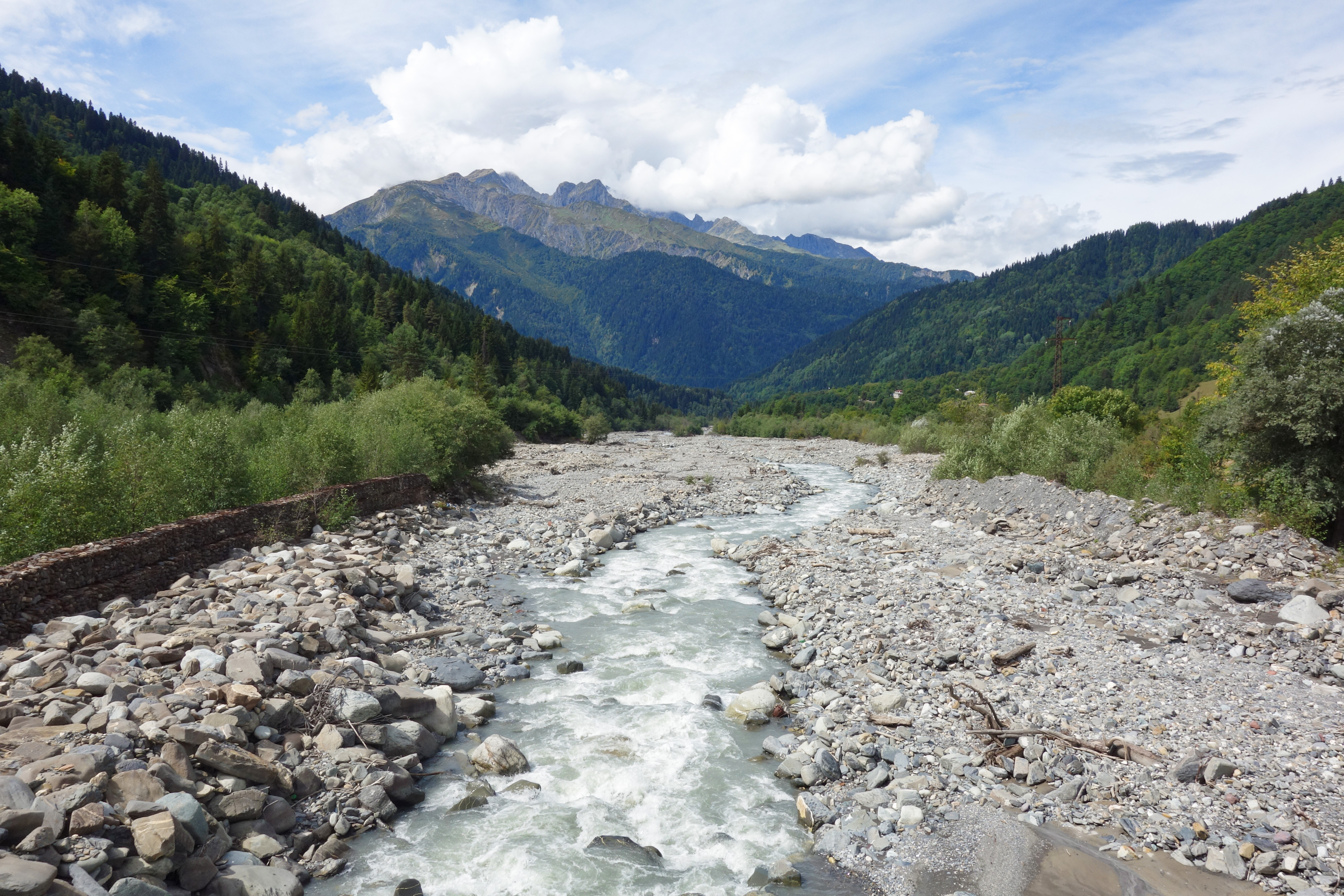
Río Chanchaji cerca de Glola
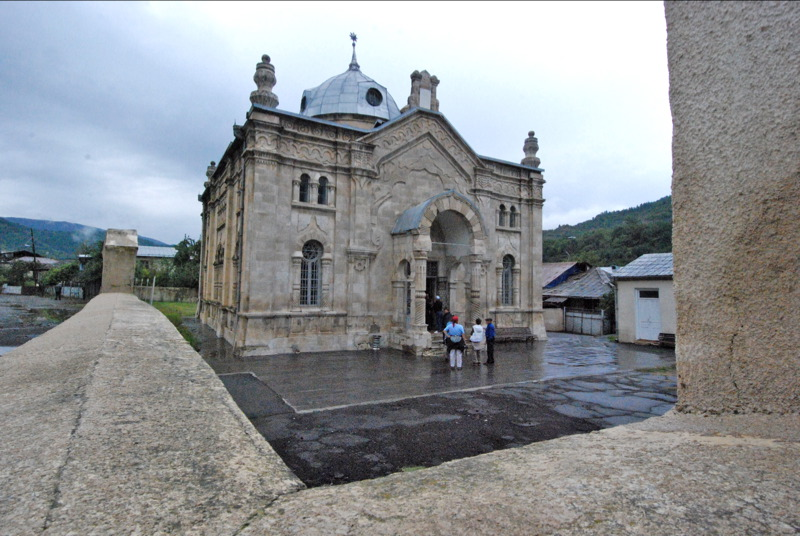
Sinagoga de Oni
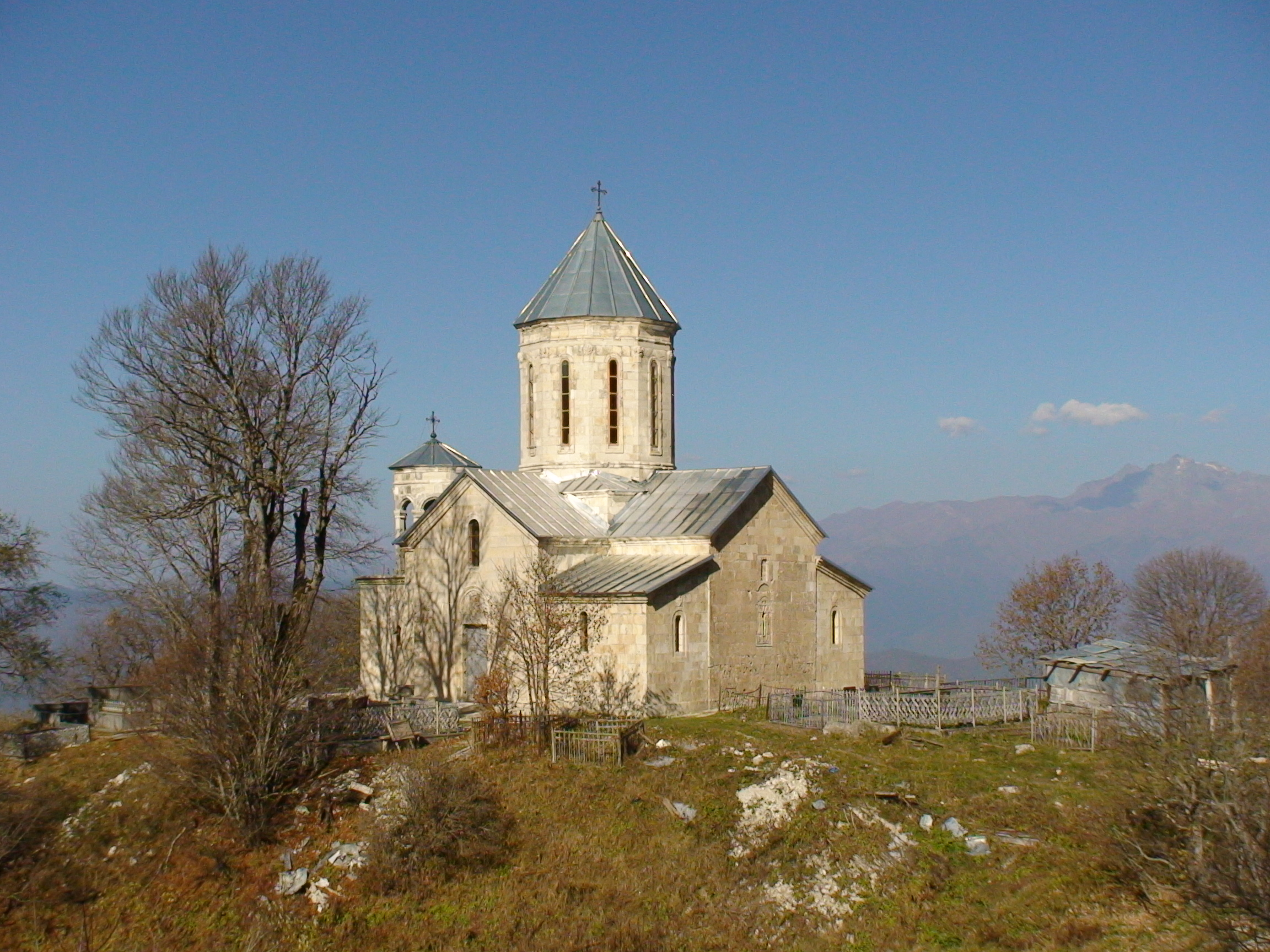
Catedral de Mravaldzali
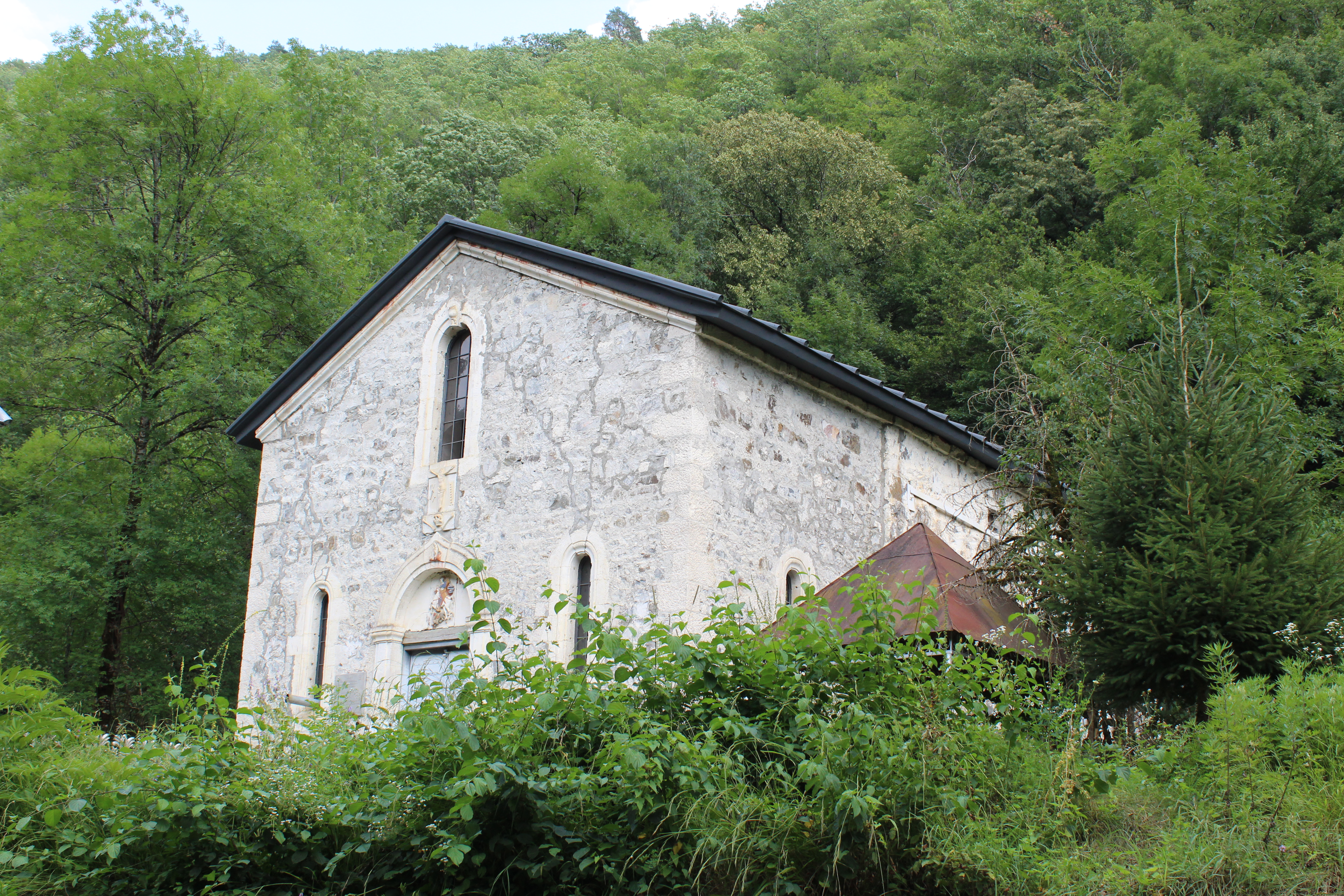
Iglesia de Sori